# Tribunj
Tribunj är en ort i Kroatien.   Den ligger i länet Šibenik-Knins län, i den södra delen av landet, 230 km söder om huvudstaden Zagreb. Tribunj ligger 3 meter över havet och antalet invånare är 1 397.
Terrängen runt Tribunj är platt. Havet är nära Tribunj åt sydväst.  Närmaste större samhälle är Šibenik, 13,3 km öster om Tribunj. 